# Johnny & Me – Eine Zeitreise mit John Heartfield
Johnny & Me – Eine Zeitreise mit John Heartfield ist ein Animations-, Schauspiel- und Puppenfilm über das Leben des antifaschistischen Künstlers John Heartfield. Der Film von Regisseurin Katrin Rothe feierte am 12. Oktober 2023 beim DOK Leipzig seine Deutschlandpremiere und startete am 25. Januar 2024 in den deutschen Kinos.

## Handlung
Die Grafikdesignerin Stephanie, von einer kreativen Krise und Selbstzweifeln geplagt, ist fasziniert vom Werk John Heartfields, das sie in einer Ausstellung entdeckt. Durch einen Zeittunnel landet sie in einem Atelier, wo der zur Zeichentrickfigur gewordene Künstler sie auf eine Reise durch sein bewegtes Leben mitnimmt. Der Kommunist der ersten Stunde musste wegen seiner Collagen vor den Nazis aus Deutschland fliehen und kehrte erst 1950 in die sozialistische DDR zurück. Doch auch dort fand Heartfield keine heile Heimat. Zwischen den beiden Kollegen John und Stephanie entwickelt sich auf der Reise eine liebevolle Freundschaft. Und Stephanie greift wieder zu Schere und Papier.

## Produktion

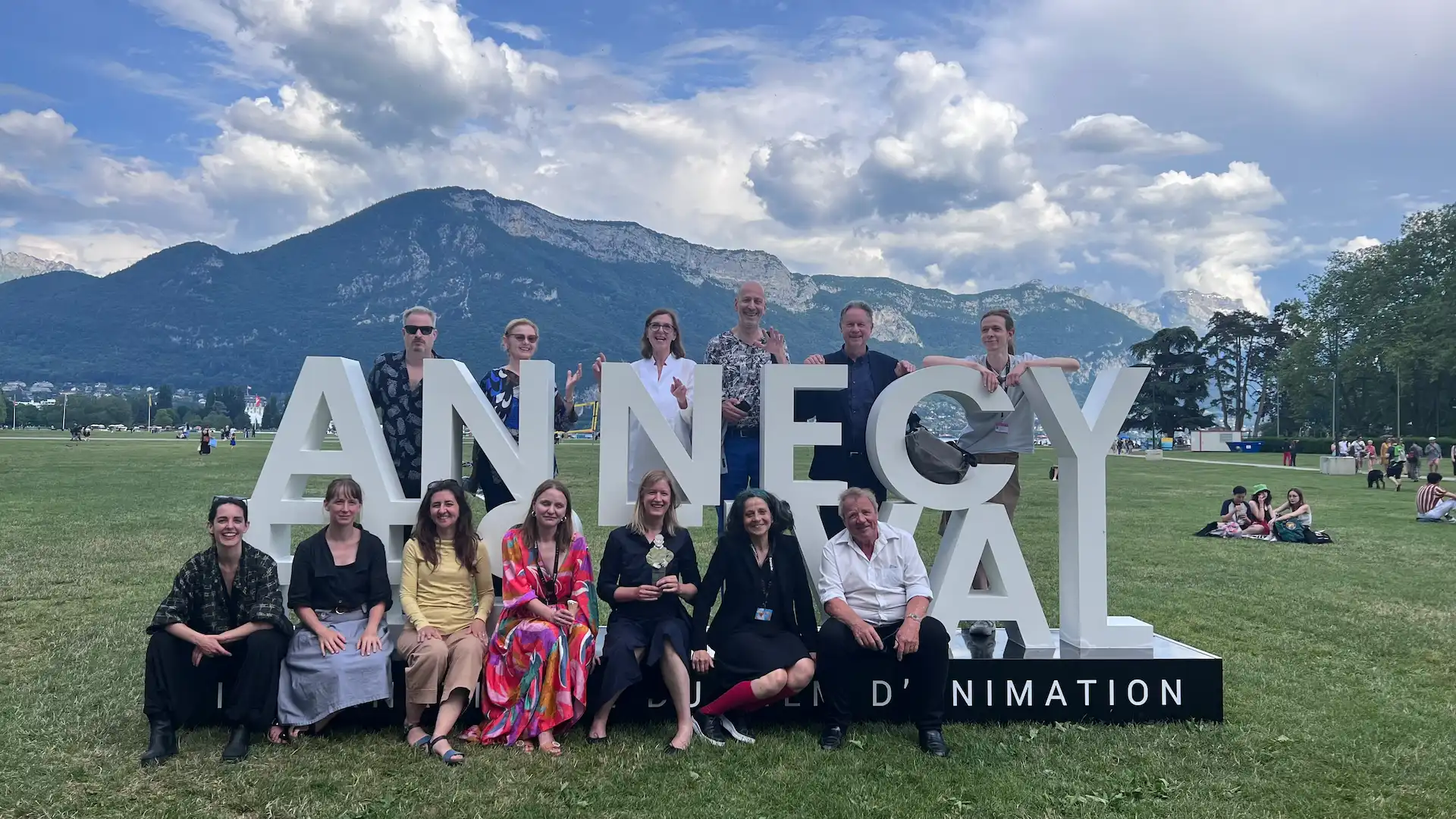
Teamfoto Johnny & Me auf der Weltpremiere in Annecy

Die Werkstattszenen hierfür wurden 2021 in Wien gedreht. Die Animationsarbeiten begannen im Januar 2021 und endeten im Sommer 2022 und fanden parallel in Berlin und Wien statt. Das Wiener Team erstellte dabei unter der Leitung von Benjamin Swiczinsky alle Einstellungen welche Animation und Realfilm kombinieren. Die zahlreichen vollanimierten Rückblenden wurden in Berlin im Trickfilmstudio der Regisseurin am FMP1 erstellt.
Die Animationen des Films sind mittels Stop-Motion zum Leben erweckt. Die ausgeschnittenen Teile werden Bild für Bild einzeln unter der Kamera bewegt und abfotografiert. Die Bilder werden sofort in den Computer übertragen und das Ergebnis kontrolliert. Regisseurin Katrin Rothe sagt dazu „Der gestalterische Prozess ist intuitiver, das spürt man im Film. Die Animationen sind von ganz großartigen Animatoren gemacht, die diese Pappe unwahrscheinlich lebendig werden lassen und John Heartfield dadurch ganz nahebringen [...] Wenn man eine Situation als Animation inszeniert, reduziert auf wenige Bewegungen, und das dann in Real gestaltet, dann bekommt beides eine ganz neue Dimension.“

## Veröffentlichung
Seine Weltpremiere feierte Johnny & Me – Eine Zeitreise mit John Heartfield auf dem Annecy Filmfestival 2023. Es folgten weitere Festivaleinsätze unter anderem in der Schweiz auf dem FANTOCHE 2023, in Brasilien beim ANIMAGE 2023 und in Italien beim FUTURE FILM FESTIVAL 2023. In Deutschland wurde der Film erstmals am 12. Oktober beim DOK Leipzig gezeigt, im Rahmen des Wettbewerbs Internationaler Animationsfilm. Der deutsche Kinostart von Johnny & me – Eine Zeitreise mit John Heartfield war am 25. Januar 2024.

## Kritik
Bei hr2 Kultur wurde der Ansatz des Films gelobt, selbst mit den Mitteln der Kunst von John Heartfield zu arbeiten. Auch die Wochenzeitung der freitag nannte das Puppenspiel und die Stop-Motion-Animation als Stärken des Films. Oliver Armknecht vergab auf film-rezensionen.de sieben von zehn Punkten. Der Film sei eine visuell wie inhaltliche spannende Auseinandersetzung mit dem Fotomontage-Künstler.
Silvia Fallersleben schrieb in ihrer Filmkritik bei epd Film, Johnny & Me sei eine „…eindringliche Erzählung von der wachsenden Bedrohung durch den aufkommenden Faschismus, die das Drehbuch explizit mit dem Heute in Beziehung setzt .“ Ihr gefiel die „exaltierte Mischform zwischen märchenhaften Spielszenen, historischen Dokumenten und verschiedenen Animationstechniken wie Cut-out oder Spiel mit Stabpuppen“.
„Ein Film voller Metamorphosen und zauberhafter Ideen. Alles unglaublich ausgefallen in Szene gesetzt, mit viel Liebe zum Detail. Ganz einmalig und unbedingt sehenswert.“ äußerte sich Christoph Boy in seinem Fernsehbeitrag im WDR. Rolf Rüdiger Hamacher von choices.de bemerkte, dass besonders Heartfields „Kunst der politisch agitierenden Montage beleuchtet und seine Arbeitstechniken sinnlich erfahrbar“ gemacht werden.
„Eine anregende, politische Zeitreise ist 'Johnny & Me - Eine Zeitreise mit John Heartfield' von Katrin Rothe.“ sagte Knut Elstermann bei rbb Radio, und dass die Regisseurin Katrin Rothe bereits mit „1917 – Der wahre Oktober“ bewies, „wie kreativ sie Mischformen für die Erkundung historischer Einsichten nutzen kann. Jetzt erzählt sie vom großen Fotokünstler John Heartfield, dessen berühmte Collagen in den 20er Jahren stilprägend wurden und aufrüttelnd die Faschisten anklagten.“
„Diese Technik, alles mit der Hand zu machen, auszuschneiden und zu kleben, durch Fotoserien die Bewegung zu erzeugen, beherrscht Rothes Team meisterhaft. Die Mischung zwischen Spielfilm und Trickfilm-Dokumentation korrespondiert so perfekt mit Heartfields Arbeitsweise,“ stellte Sybille Fuchs in ihrer Filmbesprechung für World Sozialist Web Site positiv heraus. »Johnny & Me« sei „auch eine Erzählung über den Stellenwert von Kunst in der politischen Kultur“ betonte Hannah Geiger in ihrem Artikel in der Zeitung Antifa.